# Ca l'Umbert (Badalona)
Ca l'Umbert és una masia situada al carrer de Santa Bàrbara al barri de Coll i Pujol  de Badalona, catalogada com a bé cultural d'interès local.

## Història
Del segle xviii, va ser propietat de la família Rovira, amos d'una altra masia al carrer del Rector, pel que era coneguda originalment amb el nom de Can Rovira. Aquest nom es va mantenir fins a principis del segle xx, quan va ser ocupada per la família Umbert. Va ser restaurada amb poc encert durant la dècada del 1970.
Consta de dos cossos, un de planta baixa i pis, amb teulada a doble vessant i una porta d'entrada dovellada. L'altre és de planta baixa i dos pisos amb coberta plana i és on es troba la porta d'entrada i uns balcons al pis emmarcats en pedra. Al darrere té un seguit de cases senzilles del segle xviii, separades de l'alineació actual del carrer.